# Unified Launch Vehicle
ULVあるいはUnified Launch Vehicle  はインド宇宙研究機関 (ISRO) で開発中のローンチ・ヴィークルである。モジュラーアーキテクチャの導入により、既存のPSLV、GSLVとLVM3を単一シリーズの打ち上げ機で代替する計画である。

## 設計
2015年6月時点で4種類の異なるブースターを備えたコモンコアと上段の設計が公開されている。 ブースターは4形式あり、いずれも固体燃料ロケットでそのうち3形式は現在のPSLV、GSLVとLVM3から流用する。ISROの命名法でSC160と呼ばれる準低温段のコアは160,000 kgのケロシン/液体酸素推進剤を備え1基のSCE-200 ロケットエンジンを動力とする。C30と呼ばれる上段の極低温段は30,000 kgの液体水素/液体酸素推進剤を備え、1基のCE-20エンジンを動力とする。
ブースターの選択肢:
- 6 × S-12: PSLVのように6本のS-12を使用する
- 2 × S-60: 新開発の固体燃料ロケットであるS-60を2本使用する
- 2 × S-139: PSLVとGSLVの1段目として使用されているS-139を2本使用する
- 2 × S-200: LVM3のように2本のS-200を使用する

## 類似のロケット
- アンガラ
- アトラスV
- デルタIV
- H3ロケット